# Sergueï Kariakine
Pour les articles homonymes, voir Sergueï Kariakine (homonymie) et Kariakine.
Sergueï Kariakine (en russe : Сергей Александрович Карякин, Sergueï Aleksandrovitch Kariakine ; en ukrainien : Сергій Карякін, Serhiï Kariakin) est un joueur d'échecs ukrainien, puis russe, né le 12 janvier 1990 à Simferopol, en RSS d'Ukraine (Union soviétique).
On trouve aussi la graphie Sergey Karjakin en anglais.
En 2002, il devint le plus jeune joueur à avoir obtenu le titre de grand maître international (GMI), à l'âge de 12 ans et 7 mois (âge où il a obtenu la dernière norme). En juillet 2021, ce record est battu par Abhimanyu Mishra à 12 ans, 4 mois et 25 jours.
En 2009, Kariakine remporte le tournoi de Wijk aan Zee et adopte la nationalité russe. Depuis 2009, il a terminé premier ex æquo du championnat de Russie 2010 (deuxième après un match de départage), du mémorial Tal 2010 et du Tournoi d'échecs de Dortmund 2012 (deuxième au départage). En 2013 et 2014, il gagne le tournoi Norway Chess en Norvège, devançant à chaque fois le numéro 1 mondial Magnus Carlsen.
En 2015, il remporte la coupe du monde, après avoir battu Peter Svidler en finale, ce qui le qualifie pour le tournoi des candidats 2016 qu'il remporte également, devançant notamment Fabiano Caruana et Viswanathan Anand. Il est donc le challenger officiel de Magnus Carlsen pour le championnat du monde 2016 qui a lieu en novembre à New York et qu'il perd lors des parties rapides de départage. 
Au 1er avril 2022, Kariakine possède un classement Elo de 2 747 points et est classé 17e joueur mondial.
Le 21 mars 2022, la Fédération internationale des échecs (FIDE) suspend Kariakine pour 6 mois en raison de son soutien à l'invasion de l'Ukraine et à « la démilitarisation et dénazification de l'Ukraine,». Le Kremlin invite alors la FIDE à « ne pas faire de politique »,.

## Biographie et carrière

### Débuts
Kariakine a remporté de nombreux succès dans les catégories jeunes. Il remporte le titre de champion du monde des moins de 12 ans en 2001. 
L'année suivante, il seconde Ponomariov au championnat du monde contre Ivanchuk.

### Vie privée
Kariakine épouse la maître internationale féminine Kateryna Doljikova en août 2009.

### Positionnement politique
Kariakine, russe de Crimée, vote en 2014 pour le rattachement de sa région à la Russie et leur[Qui ?] adresse même une lettre de soutien lors de l'invasion de l'Ukraine par la Russie en 2022,. Lors de cette invasion, il exprime un fort soutien à l'opération, qui suscite pourtant un large désaccord de la part de ses collègues grands maîtres russes et d'autres membres du monde des échecs. Le 28 février 2022, la FIDE décide d'ouvrir une Commission d'éthique et de discipline à son encontre. En mars 2022, le directeur exécutif du Grand Chess Tour, Michael Khodarkovsky (en), en consultation avec le conseil d'administration du GCT, bannit Sergueï Kariakine de tous les événements du GCT à venir en raison de ses récents commentaires sur les réseaux sociaux soutenant l'invasion russe de l'Ukraine.
Le 21 mars 2022, Sergey Karjakin a été reconnu coupable d'infraction à l'article 2.2.10 du Code d'éthique de la FIDE par la Commission d'éthique et de discipline (EDC) et est sanctionné d'une interdiction de jouer dans toute compétition d'échecs de la FIDE pour une durée de six mois à compter du 21 mars 2022. 
« Sergey Karjakin a été informé par l'EDC que cette décision peut faire l'objet d'un appel dans les 21 jours. À défaut d'exercice de ce droit d'appel, la décision de la Chambre EDC deviendra définitive. » Il a décidé de faire appel le 28 mars afin de participer au tournoi des candidats.
Son appel n'ayant pas abouti, Sergey Karjakin n'a pas pu participer au tournoi des Candidats  organisé à Madrid du 15 juin au 6 juillet 2022.
En décembre 2022, il se déclare candidat à la présidence de la Fédération russe des échecs, après avoir acquis pour cela le soutien de Ramzan Kadyrov.

### Premiers succès dans les tournois internationaux (2009-2012)
Il remporte un premier grand succès au tournoi Corus en 2009 avec 8 points sur 13 devançant Levon Aronian, Teimour Radjabov et Sergueï Movsessian d'un demi-point. 
En mai juin 2010, Kariakine finit premier du tournoi Karpov de Poïkovski. En septembre, il termina premier ex æquo de la super-finale du Championnat de Russie d'échecs mais perdit le match de départage contre Ian Nepomniachtchi. En novembre 2010, il finit 1er-2e, ex æquo avec Levon Aronian, du mémorial Tal à Moscou.
En 2011, il termine deuxième du tournoi des rois, derrière Magnus Carlsen et deuxième du tournoi de Poïkovski, battu au départage par Étienne Bacrot.
En juillet 2012, Kariakine finit premier ex æquo du tournoi d'échecs de Dortmund et deuxième au départage derrière Fabiano Caruana.

### Olympiades d'échecs
Kariakine a participé à trois olympiades d'échecs avec l'Ukraine. Il remporta notamment l'olympiade de Calvià en 2004, avec en supplément la médaille d'or au 6e échiquier (+6 =1). En 2009, Kariakine a pris la nationalité russe. Il joue désormais pour l'équipe russe, avec laquelle il a remporté une nouvelle médaille d'or individuelle pour ses résultats au 4e échiquier à l'olympiade de Khanty-Mansiïk en 2010, la Russie terminant deuxième.

### Compétitions blitz et rapides
En juillet 2012, il devient champion du monde de parties rapides (15 minutes pour la partie plus 10 secondes d'incrément par coup joué) à Astana en réalisant un score de 11,5 sur 15 (+10, =3, -2) et une performance Elo de 2 922. Il domine avec un point d'avance quinze autres joueurs sélectionnés pour ce championnat dont le 1er en parties lentes, Carlsen, qui finit second avec un score de 10,5/15. La même année, Kariakine finit aussi 3e du championnat du monde d'échecs en blitz organisé en parallèle, derrière Grichtchouk (1er) et Carlsen (2e).
Lors du championnat du monde de blitz (cadence de 3 minutes + 2 secondes) à Doha (au Qatar), qui s'est déroulé du 29 au 30 décembre 2016, Kariakine remporte le titre de Champion du monde de blitz avec un score de 16,5 points sur 21 rondes. Il devance (au départage) Magnus Carlsen.

### Tournoi de Wijk aan Zee 2013 et double victoire au tournoi Norway Chess
En janvier 2013, il finit troisième du tournoi de Wijk aan Zee, à égalité avec Anand avec 8/13 (+4, =8, -1), derrière Carlsen (10/13) et Aronian (8,5/13).
En 2013 et 2014, il remporte deux fois de suite le tournoi Norway Chess devant le numéro un mondial Magnus Carlsen. 

### Vainqueur de la Coupe du monde 2015
En 2015, Kariakine remporta la finale de la coupe du monde contre Svidler : perdant puis gagnant deux parties classiques (2-2), gagnant et perdant une partie rapide et gagnant les deux parties de départage en blitz : score final : 6 parties gagnées à 4.
| Année | Lieu                             | Résultat                            | Ultime adversaire  | Adversaires battus |
| ----- | -------------------------------- | ----------------------------------- | ------------------ | --- |
| 2004  | Tripoli (championnat du monde)   | premier tour                        | Mikhaïl Kobalia    | |
| 2005  | Khanty-Mansiïsk (coupe du monde) | premier tour                        | Csaba Balogh       | |
| 2007  | Khanty-Mansiïsk (coupe du monde) | demi-finaliste                      | Alexeï Chirov      | Everaldo Matsuura, Zhang Pengxiang Étienne Bacrot, Liviu-Dieter Nisipeanu Ievgueni Alekseïev                              |
| 2009  | Khanty-Mansiïsk (coupe du monde) | demi-finaliste                      | Boris Guelfand     | Andrés Rodríguez, Artiom Timofeïev David Navara, Nikita Vitiougov Shakhriyar Mamedyarov                                   |
| 2011  | Khanty-Mansiïsk (coupe du monde) | troisième tour                      | Judit Polgár       | Mejdi Kaabi, Wesley So |
| 2013  | Tromsø                           | quatrième tour (huitième de finale) | Dmitri Andreïkine  | Ali Sebbar, Krishnan Sasikiran Pavel Eljanov                                                                              |
| 2015  | Bakou                            | vainqueur                           | Peter Svidler      | Ernes Espinoza Veloz, Alexander Onischuk Yu Yangyi, Dmitri Andreïkine Shakhriyar Mamedyarov, Pavel Eljanov, Peter Svidler |
| 2017  | Tbilissi                         | deuxième tour                       | Daniil Doubov      | Anton Smirnov |
| 2019  | Khanty-Mansiïsk                  | troisième tour                      | Nikita Vitiougov   | Susanto Megaranto, Samuel Sevian                                                                                          |
| 2021  | Sotchi                           | finaliste                           | Jan-Krzysztof Duda | Shamsiddin Vokhidov Grigori Oparine Vladislav Artemiev Maxime Vachier-Lagrave Samuel Shankland Vladimir Fedosseïev        |

### Tournoi des candidats de 2016
Grâce  à sa victoire à la coupe du monde d'échecs 2015, il est sélectionné pour participer au tournoi des candidats à Moscou en mars 2016. Il termine premier avec 8,5 points sur 14. Cette victoire lui permet d'affronter Carlsen à New York en novembre pour le Championnat du monde d'échecs 2016.

### Championnat du monde 2016
Sergueï Kariakine remporte le tournoi des candidats en mars 2016 à Moscou ce qui lui donne le droit d'affronter le Norvégien Magnus Carlsen pour le championnat du monde d'échecs 2016 du 11 au 30 novembre 2016 à New York. Les douze parties en cadence lente se soldent par une égalité 6-6, et Kariakine s'incline finalement au terme des quatre parties rapides de départage (3-1).
Kariakine a déjoué tous les pronostics en offrant pendant les 12 parties longues une résistance opiniâtre à Carlsen. Lors de la conférence de presse, le Norvégien l'a qualifié de « meilleur défenseur au monde ».

## Exemple de partie
Sergueï Kariakine - Alexeï Shirov, Tournoi de Wijk aan Zee, 2007
1. e4 c5 2. Cf3 Cc6 3. d4 cxd4 4. Cxd4 Cf6 5. Cc3 e5 6. Cdb5 d6 7. Fg5 a6 8. Ca3 b5 9. Cd5 Fe7 10. Fxf6 Fxf6 11. c3 Fg5 12. Cc2 Ce7 13. h4 Fh6 14. a4 bxa4 15. Ccb4 0-0 16. Dxa4 Cxd5 17. Cxd5 a5 18. Fb5 Rh8!?
« Shirov est le premier à dévier, n'attendant pas les améliorations de Kariakine sur les précédents affrontements qui se sont poursuivis par 18...Fe6 ».
19. b4 f5 20. Fc6 Ta7 21. exf5 Fxf5 22. bxa5 Fd3 (22...Taf7!) 23. Fb5 Fxb5 24. Dxb5 Taf7 25. 0-0 Dxh4 26. De2 Ff4 27. g3 Fxg3 28. fxg3 Dxg3+ 29. Dg2 Txf1+ 30. Txf1 Txf1+ 31. Rxf1 Dd3+ 32. Rg1 e4 33. Df2! Dd1+ 34. Df1 Dg4+ 35. Rf2 h5 36. Re1 Dg5 37. Dc4! h4 38. a6 Dg3+ 39. Rd2 h3 40. a7! Df2+ 41. Rc1  1-0.

## Classement Elo
Kariakine est entré dans le top 100 mondial le 1er avril 2005 où il a occupé le 64e rang avec un classement Elo de 2635.
Au 1er juillet 2011, Sergueï Kariakine occupait la 4e place mondiale, avec un classement Elo à 2 788 points, ce qui est, en janvier 2017, son meilleur classement réalisé.